# Северо-Капская провинция
Северо-Капская провинция (англ. Northern Cape, африк. Noord-Kaap, коса Mntla-Koloni, тсвана Kapa Bokone) — самая крупная из провинций Южно-Африканской Республики, занимает 30 % территории, географически располагается в северо-западной части страны. На западе провинция граничит с Атлантическим океаном, на юге с Западно-Капской провинцией, на севере с Ботсваной и Намибией. Несмотря на то, что провинция является самой крупной в стране, по количеству населения она занимает последнее место. Административным центром провинции является город Кимберли.

## География и климат
Северо-Капская провинция — самая крупная в ЮАР, по площади она слегка превосходит такую страну, как Германия. Большая часть территории лежит в регионе Карру (включает два экорегиона, которые являются важным очагом биоразнообразия: Суккулентное Кару и Нама-Кару) и характеризуется осадочными породами и диабазовыми вторжениями. Юг и юго-восток провинции довольно высоки (1200—1900 м). Запад холмист и горист, здесь преобладает гранит и другие метаморфические породы. Центральные районы — относительно плоские и ровные. Север региона находится в области пустыни Калахари, для этих мест характерны дюны красного песка и пустынная растительность.
Климат Северо-Капской провинции довольно мягкий и засушливый. Среднегодовой уровень осадков увеличивается с запада на восток, средний показатель для провинции составляет 202 мм. В то же время некоторые районы получают более 400 мм осадков, а в некоторых районах эта цифра едва достигает 20 мм. Наиболее высокие температуры не только для провинции, но и для Южной Африки в целом наблюдаются вдоль намибийской границы. Летние максимумы составляют 30 °С, иногда достигают 40 °С. Зимние погоды — довольно морозные и ясные, температура в ряде районов иногда опускается ниже 0 °С.

## Население
Провинция характеризуется крайне малой плотностью населения (около 2,8 чел./км²). Около 56,6 % населения говорят на языке африкаанс. Другие распространённые языки — тсвана (около 33,7 %), коса (5,4 %), английский (2,1 %), сесото (1 %). 
| Национальность   | Численность | Численность |
| Национальность   | человек     | % от всех   |
| ---------------- | ----------- | ----------- |
| чернокожие       | 679 383     | 50,1%       |
| цветные          | 563 605     | 41,6%       |
| индийцы/азиаты   | 10 824      | 0,8%        |
| белые            | 99 150      | 7,3%        |
| прочие           | 2 667       | 0,2%        |
| Всего опрошенных | 1 355 629   | 100%        |

| Возрастная группа | Мужчин  | Мужчин | Женщин  | Женщин |
| Возрастная группа | человек | %      | человек | %      |
| ----------------- | ------- | ------ | ------- | ------ |
| 0-4               | 65 091  | 4,8%   | 64 166  | 4,7%   |
| 5-9               | 61 025  | 4,5%   | 61 207  | 4,5%   |
| 10-14             | 63 446  | 4,7%   | 62 398  | 4,6%   |
| 15-19             | 62 546  | 4,6%   | 62 644  | 4,6%   |
| 20-24             | 58 072  | 4,3%   | 57 698  | 4,3%   |
| 25-29             | 54 592  | 4,0%   | 54 514  | 4,0%   |
| 30-34             | 50 968  | 3,8%   | 52 647  | 3,9%   |
| 35-39             | 47 768  | 3,5%   | 48 988  | 3,6%   |
| 40-44             | 41 419  | 3,1%   | 44 666  | 3,3%   |
| 45-49             | 34 437  | 2,5%   | 40 441  | 3,0%   |
| 50-54             | 30 921  | 2,3%   | 37 588  | 2,8%   |
| 55-59             | 26 332  | 1,9%   | 33 054  | 2,4%   |
| 60-64             | 21 683  | 1,6%   | 27 845  | 2,1%   |
| 65-69             | 15 846  | 1,2%   | 21 512  | 1,6%   |
| 70-74             | 9 491   | 0,7%   | 14 166  | 1,0%   |
| 75-79             | 5 368   | 0,4%   | 9 451   | 0,7%   |
| 80-84             | 2 749   | 0,2%   | 5 467   | 0,4%   |
| 85+               | 1 508   | 0,1%   | 4 148   | 0,3%   |
| Всего             | 653 320 | 48,2%  | 702 626 | 51,8%  |

## Крупнейшие города
Население 50 000 и более
- Кимберли
- Апингтон

Население 10 000 и более
- Дуглас
- Баркли-Уэст
- Коулсберг
- Де-Аар
- Ян-Кемпдорп
- Кату
- Куруман
- Постмасбург
- Приска
- Спрингбок
- Виктория-Уэст
- Уоррентон

## Административное деление
Административно провинция делится на 5 районных округов и 26 общин:
- Намаква (Namakwa)
- Пиксли-ка-Семе (Pixley ka Seme)
- Сиянда (Siyanda)
- Франсес-Баард (Frances Baard)
- Джон-Таоло-Гаэцеве (John Taolo Gaetsewe)

К общине Тембелихве (районный округ Пиксли-ка-Семе) юридически относится фактически независимая община Орания

## Экономика
Экономика базируется на добыче полезных ископаемых (главным образом алмазов) и сельском хозяйстве. В провинции расположен второй по значимости железнодорожный узел страны — Де-Ар.

## Археология
Скальное убежище на холме Га-Мохана (Ga-Mohana Hill North Rockshelter) использовалось древними людьми 105 тыс. л. н. Исследователи нашли 22 белых кристалла кальцита и фрагменты скорлупы страусиных яиц.